# Paralastor mackayensis
Paralastor mackayensis är en stekelart som beskrevs av Perkins 1914. Paralastor mackayensis ingår i släktet Paralastor och familjen Eumenidae. Inga underarter finns listade i Catalogue of Life.